# Kimstængel
Kimstænglen er den første stængel, som bærer kimbladene. Den dannes umiddelbart efter, at kimroden er udviklet, og den udvikles efterhånden til den blivende stængel hos den nye plante.
Ved en eventuel omplantning fra spiringskasse eller -potte bør man aldrig berøre kimstænglen. Den kan ikke undværes, og selv den mindste skade vil give adgang for skadelige svampe, som ødelægger den. Derimod kan kimplanten til nød tåle skader på kimbladene. Derfor er det dem, man tager i, når man vil håndtere planten.